# Styliola
Styliola is een geslacht van weekdieren uit de klasse van de Gastropoda (slakken).

## Soort
- Styliola subula (Quoy & Gaimard, 1827)